# Nicolo Pasetti
Nicolo Pasetti (* 1999) ist ein US-amerikanisch-italienischer Schauspieler.

## Leben
Sein erster Leinwandauftritt war 2015, als er neben Thomas Sarbacher und André Hennicke in der Kinoadaption des Bühnenklassikers Solness spielte. 2016 spielte er den Bürgermeister New Yorks Fiorello LaGuardia in Kai Christiansens Film Der Traum von der Neuen Welt. 2017 wurde Pasetti in der Literaturverfilmung Deine Juliet als deutscher Soldat Christian Hellmann besetzt.

## Filmografie (Auswahl)
- 2015: Solness
- 2017: Das melancholische Mädchen
- 2018: Deine Juliet (The Guernsey Literary and Potato Peel Pie Society)
- 2020: WaPo Bodensee (Fernsehserie, Folge Echte Freunde)
- 2020: Tatort: Hetzjagd
- 2020: Das Damengambit (The Queen’s Gambit)
- 2021: The Bunker Game
- 2021: Kennedys Liebe zu Europa[6]
- 2022: Industry (Staffel 2, Fernsehserie)[7]
- 2023: Das Gesetz nach Lidia Poët (La legge di Lidia Poët, Fernsehserie, 2 Folgen)
- 2023: Die letzte Fahrt der Demeter (The Last Voyage of the Demeter)
- 2023: El Dorado – Alles was die Nazis hassen[8]
- 2023: In aller Freundschaft (Fernsehserie, Folge Kein Zurück mehr!)
- 2023: Eine Billion Dollar (Fernsehserie)
- 2023: Costiera (Fernsehserie)[9]
- 2024: Inga Lindström: Die vergessene Hochzeit (Fernsehreihe)[10]
- 2024: Belcanto (Fernsehreihe)[11]
- 2024: The Bitter Taste[12]
- 2025: The German
- 2025: Die Vorkosterinnen (Le assaggiatrici / The Tasters)[13]